# Погорельское сельское поселение (Тверская область)
Погоре́льское се́льское поселе́ние — упразднённое муниципальное образование в составе Зубцовского района Тверской области, существовавшее в 2005 — 2022 годах.
Центр поселения — село Погорелое Городище.

## Географические данные
- Общая площадь: 535,0 км²
- Нахождение: центральная часть Зубцовского района
  - Граничит:
    - на севере — со Столипинским СП
    - на востоке — с Ульяновским СП и Княжьегорским СП
    - на юге — со Смоленской областью, Гагаринский район
    - на западе — с Вазузским СП и Зубцовским СП

Основная река — Дёржа.
Поселение пересекают автомагистраль М9 «Балтия» и железная дорога «Москва — Великие Луки — Рига»

## История
В XIII—XIV вв. территория поселения составляла самую южную часть Тверского княжества. В XV веке присоединена к Великому княжеству Московскому.
С образованием губерний территория поселения входит в Тверскую провинцию Санкт-Петербургской, затем (с 1727 года) Новгородской губернии. С образованием в 1775 году Тверского наместничества, а в 1796 году Тверской губернии, территория поселения входила в Зубцовский уезд.
После ликвидации губерний в 1929 году территория поселения вошла в состав Погореловского района (центр — село Погорелое Городище) Западной области (центр — город Смоленск). В 1935 году Погореловский (Погорелогородищенский, Погорельский) район отошел к вновь образованной Калининской области. В 1960 Погорельский район упразднен, и территория поселения входит в Зубцовский район. В 1963 −1965 годах территория поселения входила в Ржевский район.
В середине XIX—начале XX века большинство деревень поселения относились к Ивановской, Раковской и Пачуринской волостям Зубцовского уезда.
В 1994 году существовавшие здесь 4 сельсовета преобразованы в сельские округа.
Погорельское сельское поселение образовано в 2005 году, включило в себя территории Погорельского, Орловского, Новского и Раковского сельских округов.
Законом Тверской области от 07.04.2022 № 9-ЗО муниципальное образование было упразднено с включением всех населённых пунктов в состав  Зубцовского муниципального округа.

## Население
На 01.01.2008 — 3228 жителей.
Национальный состав: в основном русские.
C XVII века в деревнях по реке Держе был самый южный район расселения дёржанских карел. По переписи 1926 года в Зубцовском уезде их насчитывалось 1809. В настоящее время почти полностью обрусели. По переписи 1989 года в Зубцовском районе проживало 60 карел.

Карельские деревни: Ивановское, Матюгино, Семеновское, Васильевское.

## Населённые пункты
На территории поселения находятся 50 населённых пунктов:
| Тип нп      | Название                  | Население (2008 год) |
| ----------- | ------------------------- | -------------------- |
| дер.        | Александровка             | 0                    |
| дер.        | Болсуново                 | 0                    |
| дер.        | Ботино                    | 9                    |
| дер.        | Вахново                   | 331                  |
| дер.        | Дурнево                   | 4                    |
| дер.        | Желудово                  | 20                   |
| дер.        | Золотилово                | 42                   |
| дер.        | Карабаново                | 1                    |
| дер.        | Копылово                  | 40                   |
| дер.        | Корчмидово                | 26                   |
| разъезд     | Курково                   | 11                   |
| дер.        | Носово                    | 83                   |
| дер.        | Петровское                | 20                   |
| село        | Погорелое Городище        | 1506                 |
| дер.        | Почурино                  | 8                    |
| дер.        | Ревякино                  | 9                    |
| дер.        | Ровное                    | 2                    |
| дер.        | Старое                    | 144                  |
| н.п.        | Хлебоприемное Предприятие | 0                    |
| дер.        | Шевцово                   | 1                    |
| дер.        | Бельково                  | 0                    |
| дер.        | Воскресенское             | 42                   |
| дер.        | Горлово                   | 11                   |
| дер.        | Дмитрово                  | 20                   |
| дер.        | Иванцево                  | 6                    |
| дер.        | Иваньково                 | 0                    |
| дер.        | Коньково                  | 15                   |
| ж-д.разъезд | Обовражье                 | 6                    |
| дер.        | Орловка                   | 87                   |
| дер.        | Сидоровка                 | 49                   |
| дер.        | Васильевское              | 5                    |
| дер.        | Денисово                  | 0                    |
| дер.        | Ивановское                | 56                   |
| дер.        | Матюгино                  | 0                    |
| дер.        | Новое                     | 89                   |
| дер.        | Семеновское               | 7                    |
| дер.        | Акулино                   | 4                    |
| дер.        | Аннино                    | 6                    |
| дер.        | Воскресенское             | 26                   |
| дер.        | Губинка                   | 48                   |
| дер.        | Денежное                  | 11                   |
| дер.        | Кондраково                | 0                    |
| дер.        | Коршиково                 | 4                    |
| дер.        | Мякотино                  | 25                   |
| дер.        | Новое Устиново            | 14                   |
| дер.        | Праслово                  | 31                   |
| дер.        | Раково                    | 256                  |
| дер.        | Старое Устиново           | 139                  |
| дер.        | Фёдоровское               | 4                    |
| дер.        | Юрьевское                 | 10                   |

### Бывшие населенные пункты
На территории поселения исчезли населенные пункты: Брюхачево, Бурцево, Добрино, Ильинское, Михалкино, Перепечино, Севостьяново, Шукелино и другие.

## Известные люди
В деревне Шевцово родился Герой Советского Союза Дмитрий Васильевич Мытов.

 В деревне Александровка родился Герой Советского Союза Виталий Степанович Смирнов.

 В ныне не существующей деревне Холопье родился Герой Советского Союза Николай Кузьмич Зверев.

 В деревне Ивановское родился Герой Советского Союза Николай Иванович Черкасов.

## Воинские захоронения
В годы Великой Отечественной войны на территории поселения шли ожесточенные бои в ходе 1-й Ржевско-Сычёвской операции, частью которой была Погорело-Городищенская операция 1942 года.
Список воинских захоронений на территории Погорельского сельского поселения.
| № захоронения в ВМЦ | Место захоронения                  | Захоронено всего | Захоронено известных | Захоронено неизвестных |
| ------------------- | ---------------------------------- | ---------------- | -------------------- | ---------------------- |
| 69-126              | Вахново                            | 1123             | 1123                 | 0                      |
| 69-136              | Иванцево                           | 95               | 95                   | 0                      |
| 69-141              | Корчмидово                         | 462              | 462                  | 0                      |
| 69-148              | Новое Устиново                     | 195              | 195                  | 0                      |
| 69-153              | Погорелое Городище, ул. Черкасова  | 426              | 426                  | 0                      |
| 69-154              | Погорелое Городище, ул. Пионерская | 276              | 276                  | 0                      |
| 69-156              | Раково                             | 160              | 160                  | 0                      |
| 69-157              | Ревякино                           | 62               | 62                   | 0                      |
| 69-159              | Семеновское                        | 351              | 351                  | 0                      |

## Достопримечательности
Здание (кирпичное) Ильинской церкви, построенное в 1819 году взамен старого, деревянного. Главным попечителем строительства был вахновский помещик Федор Ильич Ладыженский. В середине XX века здание было передано под кинотеатр, но недавно возвращено церковной общине и теперь восстанавливается. Дорога мимо Ильинской церкви идет на городок, в настоящее время занятый поселковым кладбищем. В XI-XV вв. здесь находился легендарный город Холм - центр удельного Холмского княжества. Сохранились земляные укрепления города: крепостные валы, захраб (укрепление западных ворот), фрагмент рва. За городком на возвышенном мысу сохранилась линия немецкой обороны времен ВОВ. (Источник - официальный сайт Зубцовского района Тверской области)

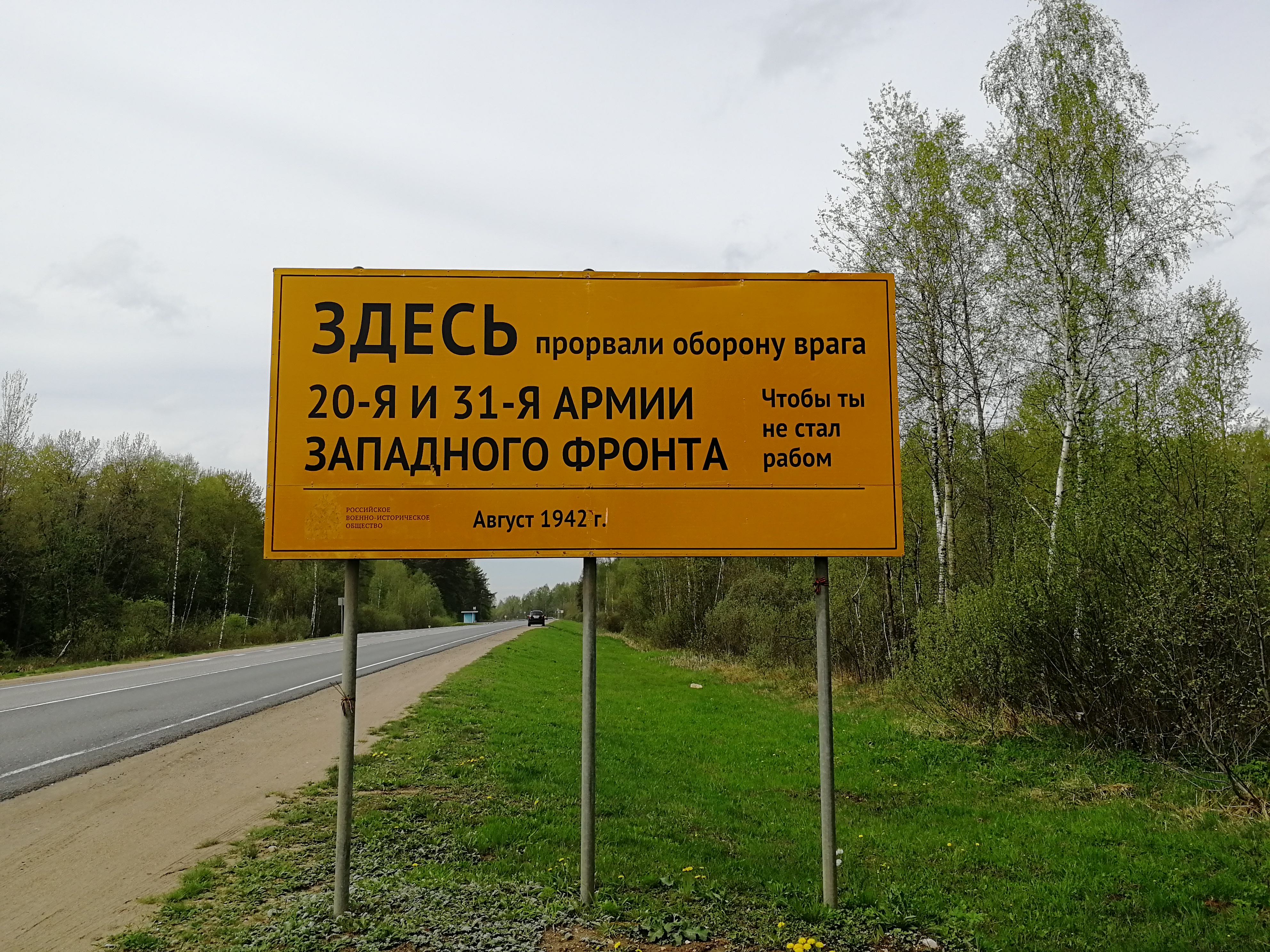
Памятный знак на дороге  М-9 «Балтия»
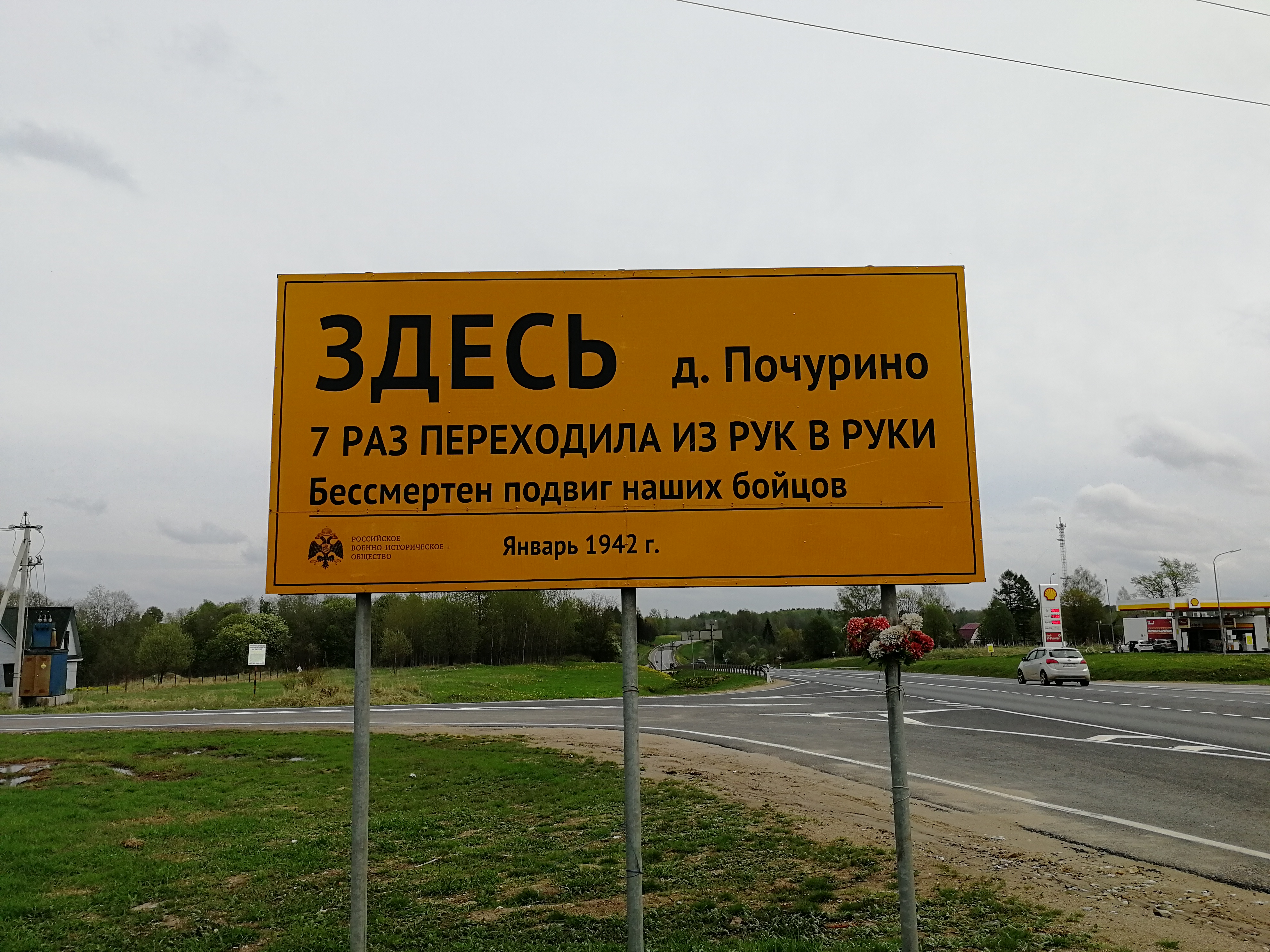
Памятный знак на дороге М-9 «Балтия»